# Бакейка (Новосибирская область)
Бакейка — деревня в Кыштовском районе Новосибирской области. Входит в состав Сергеевского сельсовета.

## География
Площадь деревни — 34 гектара.

## История
В 1928 году состояла из 134 хозяйств, основное население — русские. Центр Бакейковского сельсовета Мало-Красноярского района Барабинского округа Сибирского края.

## Население
| 1926 | 2002 | 2007 | 2010 |
| ---- | ---- | ---- | ---- |
| 688  | ↘121 | ↘106 | ↘69  |

## Инфраструктура
В деревне по данным на 2007 год функционирует 1 учреждение здравоохранения.